# 齋藤孝 (教育学者)
齋藤 孝（さいとう たかし、1960年〈昭和35年〉10月31日 - ）は、日本の教育学者。明治大学文学部教授。学位は教育学修士（東京大学・1988年）。『声に出して読みたい日本語』(2001年)をはじめ、身体論に基づく新しい教育スタイルを提言する。著書に『身体感覚を取り戻す』(2000年)、『知性の磨き方』(2017年)などがある。

## 略歴
静岡県静岡市生まれ。血液型はO型。静岡市立田町小学校、静岡大学教育学部附属静岡中学校、静岡県立静岡高等学校、東京大学法学部第2類（公法コース）卒業。東京大学大学院教育学研究科学校教育学専攻博士課程満期退学。
日本学術振興会特別研究員、世田谷市民大学講師、慶應義塾大学非常勤講師、明治大学文学部 専任講師・助教授を経て現職。
2001年、著書『身体感覚を取り戻す』で第14回新潮学芸賞を受賞。教育スタイル論の提唱者として知られ『声に出して読みたい日本語』（2001年、草思社）は2003年2月までに140万部、後に250万部を超えた。同著で第56回毎日出版文化賞特別賞を受賞。その後、専門の教育学、日本語教育学などの書籍からビジネス書、コミュニケーションを基礎とした関連書籍を多数執筆。
2005年にはベスト・ファーザー イエローリボン賞を受賞している。

## 出演
テレビ番組では『世界一受けたい授業』（日本テレビ）に講師として出演するほか、『にほんごであそぼ』（NHK Eテレ）、『ガチャガチャポン!』（フジテレビ）や『東大王』（TBS）で企画と監修を担当。『ちちんぷいぷい』（MBS）や『全力!脱力タイムズ』（フジテレビ）、『Live News イット！』（フジテレビ）のレギュラーコメンテーターでもある。また、TBS系平日朝の生放送報道・情報番組『あさチャン!』では、番組開始の2014年3月31日から2015年3月27日まで夏目三久（フリーアナウンサー）と共にメインキャスターを務めた。2025年1月からは朝の情報番組『ZIP!』に出演中。

## 人物

### 裁判官志望から教育学への転向
東大法学部生の頃に裁判官を目指して司法試験を受験したが失敗し、「自分は勤勉実直さを求められる裁判官に向いていなかったが、自分の意見を世に発信していく方向に舵を切ればいいのではないか」と考え、教育学に転じた。

### 偏愛マップ
※『ともだちいないと不安だ症候群につける薬』に、コミュニケーション能力を高める方法として記載。
齋藤は、実践的なコミュニケーションメソッドとして「偏愛マップ」を提唱している。自分の偏愛するものを列挙した一覧を交換し、出会い、通じ合い、より深い人間関係を構築することができるという。授業などでも実践している。
齋藤の偏愛マップは以下の通り。
- 身体系 - 丹田呼吸法、肩胛骨ぐるぐる回し
- 尊敬する人物 - 天才バカボンのパパ、エジソン
- 音楽 - カラオケ「傷だらけのローラ」、井上陽水、松田聖子、モーツァルト短調系
- 作家・思想家 - ドストエフスキー、ゲーテ、ニーチェ、メルロポンティ、坂口安吾、福沢諭吉、舞城王太郎
- マンガ - スラムダンク、あしたのジョー
- 食 - とろろ、ギョーザ、そば
- 映画 - 小栗康平、アキ・カウリスマキ
- 犬 - シェルティー、パピヨン

## 著書
単著
- 『宮澤賢治という身体』世織書房、1997年　　1998年 宮沢賢治奨励賞 受賞
- 『教師＝身体という技術――構え・感知力・技化』世織書房、1997年
- 『「ムカツク」構造』世織書房、1998年
- 『子どもたちはなぜキレるのか』筑摩書房〈ちくま新書〉、1999年8月
- 『スラムダンクを読み返せ!!』パラダイム、2000年
- 『身体感覚を取り戻す――腰・ハラ文化の再生』日本放送出版協会〈NHKブックス〉、2000年　　2001年 新潮学芸賞 受賞
- 『声に出して読みたい日本語』草思社、2001年
- 『自然体のつくり方――レスポンスする身体へ』太郎次郎社、2001年
- 『子どもに伝えたい＜三つの力＞』日本放送出版協会〈NHKブックス〉、2001年
- 『三色ボールペンで読む日本語』角川書店、2002年
- 『理想の国語教科書』文藝春秋、2002年
- 『人間劇場』新潮社、2002年
- 『声に出して余みたい日本語２』草思社、2002年
- 『会議革命』PHP研究所、2002年
  - 『会議革命』PHP研究所〈PHP文庫〉、2004年
- 『子どもの日本語力をきたえる』文藝春秋、2002年
- 『読書力』岩波書店〈岩波新書〉、2002年
- 『スラムダンクな有情論』文藝春秋〈文春文庫〉、2002年
- 『くんずほぐれつ』文藝春秋、2002年
- 『息の人間学　世界と自己　他者と自己　自己と自己』世織書房、2003年
- 『呼吸入門』角川書店、2003年/角川文庫、2008年
- 『孤独のチカラ』（PARCO出版、2005年7月）（ISBN 978-4-89194-711-8）新潮文庫から、2010年10月に文庫化（ISBN　978-4-10-148926-1）。
- 『地アタマを鍛える知的勉強法』（講談社〈講談社現代新書〉、2009年12月）
- 「からだ上手 こころ上手」 (2011年)
- 『突破力!―走りながら考えろ。』（清流出版、2012年5月）
- 『10分あれば書店に行きなさい』（メディアファクトリー、2012年12月）
- 『数学的思考ができる人に世界はこう見えている ガチ文系のための「読む数学」』（祥伝社、2020年2月）ISBN 978-4-396-61722-6
- 『現代語訳　論語』筑摩書房〈ちくま新書〉
- 『知的生産力』（CCCメディアハウス、2020年3月）ISBN 978-4-484-20203-7
- 『音読でたのしむ思い出の童謡・唱歌 令和に伝えたい心に響く歌101』（KADOKAWA、2020年3月）ISBN 978-4-04-604728-1
- 『太宰を読んだ人が迷い込む場所』（PHP研究所〈PHP新書〉、2020年3月）ISBN 978-4-569-84663-7
- 『齋藤孝の声に出して書いておぼえるかん字ドリル 小学2年生』（幻冬舎、2020年3月）ISBN 978-4-344-99283-2
- 『齋藤孝の声に出して書いておぼえるかん字ドリル 小学1年生』（幻冬舎、2020年3月）ISBN 978-4-344-99282-5
- 『小学校では学べない家族と友だち』（KADOKAWA、2020年3月）ISBN 978-4-04-604543-0
- 『人生が面白くなる学びのわざ』（NHK出版、2020年3月）ISBN 978-4-14-407256-7
- 『齋藤孝60歳が毎日やってる!「一生サビない脳」をつくる生活習慣35』（ビジネス社、2020年4月）ISBN 978-4-8284-2170-4
- 『潜在能力を引き出す「一瞬」をつかむ力』（祥伝社新書、2020年5月）ISBN 978-4-396-11603-3
- 『肺と脳を鍛える! 1話1分音読ドリル』（宝島社、2020年5月）ISBN 978-4-299-00513-7
- 『マンガでおぼえる俳句・短歌』（岩崎書店、2020年5月）ISBN 978-4-265-80257-9
- 『1日15分の読み聞かせが本当に頭のいい子を育てる』（マガジンハウス、2020年6月）ISBN 978-4-8387-3102-2
- 『夏目漱石の人生を切り拓く言葉』（草思社文庫、2020年6月）ISBN 978-4-7942-2457-6
- 『アウトプットする力 「話す」「書く」「発信する」が劇的に成長する85の方法』（ダイヤモンド社、2020年6月）ISBN 978-4-478-10808-6
- 『極上の死生観 60歳からの「生きるヒント」』（NHK出版、2020年6月）ISBN 978-4-14-088626-7
- 『カンタン！齋藤孝の最高の読書感想文』（文・山室有紀子、角川つばさ文庫、2020年6月）ISBN 978-4-04-631958-6
- 『頭のよさはノートで決まる』（大和書房、だいわ文庫、2020年6月）ISBN 978-4-479-30816-4
- 『座右の世阿弥 不安の時代を生き切る29の教え』（光文社新書、2020年6月）ISBN 978-4-334-04477-0
- 『君は君の道をゆけ』（ワニブックス、2020年6月）ISBN 978-4-8470-9914-4
- 『図解渋沢栄一と「論語と算盤」 「渋沢の人生」と「不朽の名作」を1冊で学ぶ』（フォレスト出版、2020年6月）ISBN 978-4-86680-086-8
- 『頭がいい人のモノの言い方 デキる！と思われる45のフレーズ』（きずな出版、2020年6月）ISBN 978-4-86663-114-1
- 『必読！必勝！受験のための「孫子の兵法」』（PHP研究所、2020年7月）ISBN 978-4-569-78936-1
- 『知的な話し方が身につく教養としての日本語』（リベラル社、2020年7月）ISBN 978-4-434-27824-2
- 『小学校では学べない渋沢栄一のやりぬく力』（KADOKAWA、2020年7月）ISBN 978-4-04-604906-3
- 『思考中毒になる！』（幻冬舎、2020年7月）ISBN 978-4-344-98597-1
- 『声に出して読みたい親鸞』（草思社、2020年8月）ISBN 978-4-7942-2463-7
- 『友だちってなんだろう？ ひとりになる勇気、人とつながる力』（誠文堂新光社、2020年8月）ISBN 978-4-416-52092-5
- 『齋藤孝式“学ぶ”ための教科書 必要な「思考力」「判断力」「表現力」が身につく！』（辰巳出版、2020年8月）ISBN 978-4-7778-2573-8
- 『何のために本を読むのか 新しい時代に自分と世界をとらえ直すヒント』（青春出版社、2020年9月）ISBN 978-4-413-04601-5
- 『齋藤孝と考える医師のコミュニケーション力』（メディカルレビュー社、医療監修:中島伸、2020年10月）ISBN 978-4-7792-2391-4
- 『日本人は何を考えてきたのか 日本の思想1300年を読み直す』（祥伝社、2020年10月）ISBN 978-4-396-31792-8
- 『齋藤孝の声に出して書いておぼえる百人一首ドリル 小学３年生から』（幻冬舎、2020年10月）ISBN 978-4-344-79008-7
- 『小学生なら知っておきたいもっと教養366』（小学館、2020年11月）ISBN 978-4-09-227230-9
- 『超訳人間失格 人はどう生きればいいのか』（アスコム、2020年11月）ISBN 978-4-7762-1104-4
- 『60歳からの生き方哲学 円熟した大人の作り方』（笠間書院、2020年11月）ISBN 978-4-305-70931-8
- 『本には読む順番がある』（クロスメディア・パブリッシング、2020年11月）ISBN 978-4-295-40479-8
- 『心を燃やす練習帳 不安がなくなる白隠禅師の教え』（ビジネス社、2020年12月）ISBN 978-4-8284-2211-4
- 『こども般若心経 齋藤孝こころの教室』（リベラル社、絵:伊藤ハムスター、2020年12月）ISBN 978-4-434-28215-7
- 『60代ミッション』（西東社、2020年12月）ISBN 978-4-7916-3038-7
- 『人と仕事が動きだす! WEB会議とメールの技術』（主婦の友社、2021年2月）ISBN 978-4-07-445908-7
- 『どんな場でも「感じのいい人」と思われる大人の言葉づかい』（大和書房、2021年2月）ISBN 978-4-479-30852-2
- 『こども知識力1200』（KADOKAWA、2021年2月）ISBN 978-4-04-604731-1
- 『10歳若返る会話術』（集英社、2021年2月）ISBN 978-4-08-744212-0
- 『鈍感になる練習』（内外出版社、2021年3月）ISBN 978-4-86257-540-1
- 『定義』（筑摩書房、2023年12月）ISBN 978-4-480-81692-4

共著
- （坂田信弘との共著）『渾身、これ一徹！』角川書店、2002年
- （山下柚実との共著）『五感力を育てる』中央公論新社〈中公新書ラクレ〉、2002年
- （梅田望夫との共著）『私塾のすすめ　─ここから創造が生まれる』筑摩書房〈ちくま新書〉、2008年
- （安住紳一郎との共著）『話すチカラ』ダイヤモンド社 、2020年 / 『マンガでわかる話すチカラ』（ダイヤモンド社、2021年、イラスト:百田ちなこ）
- （阿川佐和子との共著）『対話力 人生を変える聞き方・話し方』SBクリエイティブ〈SB新書〉、2023年

単訳
共訳
ダニエル・Ｃ・デネット著、山口泰司監訳、石川幹人、大崎博、久保田俊彦、齋藤孝訳『ダーウィンの危険な思想』青土社、1997年

## ゲーム
『齋藤孝のDSで読む三色ボールペン名作塾』は2007年7月19日にセガから発売された、ニンテンドーDS用ゲームソフト。レーティングは全年齢対象。